# Пигидо, Фёдор Петрович
Фёдор Петрович Пигидо, псевд. Правобережный (укр. Федір Петрович Пігідо; 1 октября 1888, с. Стайки, Киевская губерния — 11 ноября 1962, Фельдмохинг, ныне в составе Мюнхена) — культурный деятель украинской диаспоры в Германии.
Родом из крестьянской семьи. Окончил Киевскую среднюю военно-медицинскую школу, в 1917—1920 служил в Главном санитарном управлении УНР. В 1920-е гг. работал бухгалтером, затем помощником директора на заводе. В 1930 году поступил на промышленный факультет Института экономических наук (окончил в 1935 г.). Работал инженером в сфере строительства.
Во время Великой Отечественной войны остался на оккупированной территории, проживал вместе с женой и дочерью в окрестных сёлах около Киева, был директором группы кирпично-черепичных заводов, расположенных в деревнях вблизи Киева. При отступлении немцев в 1944 г. выехал на запад. В Германии работал на керамической фабрике в Бад-Мускау. Дочь была вывезена на работы в Вену отдельно от родителей, потеряла с ними связь в 1945 г., но была обнаружена в июне 1946 г.
В эмиграции занялся культурно-просветительской деятельностью в украинской эмиграции, ближайший сотрудник писателя и публициста И. П. Багряного. В 1950—1951 гг. — директор издательства «Українські вісті» (Новый Ульм), член руководства УРДП (Украинской революционно-демократической партии).
Важнейшим произведением является исторический труд «Великая Отечественная война» (переиздан на Украине в 2000-е гг.), где он в систематизированной форме излагает собственные воспоминания и воспоминания других очевидцев. Пигидо пишет о деятельности немцев, советской власти в 1930-е гг. и в период эвакуации, которые он определяет как преступные. Украинские националистические движения (ОУН, движение Бульбы-Боровца и др.) Пигидо упоминает, но без подробностей, так как не был свидетелем их деятельности.

## Сочинения
- «8,000,000 — 1933 рік на Україні» (1951);
- «Велика Вітчизняна війна» (1954), ещё одна ссылка
- «The Stalin Famine» (1954),
- «Materials Concerning Ukrainian-Jewish Relations during the Years of the Revolution, 1917—1921» (1956),
- «Україна під большевицькою окупацією» (1956).